# Brokenleg Lake
Brokenleg Lake är en sjö i Kanada.   Den ligger i provinsen Alberta, i den centrala delen av landet, 2 900 km väster om huvudstaden Ottawa. Brokenleg Lake ligger 1 541 meter över havet.
I omgivningarna runt Brokenleg Lake växer i huvudsak barrskog. Runt Brokenleg Lake är det mycket glesbefolkat, med 6 invånare per kvadratkilometer.